# أديتي شارما
أديتي شارما هي ممثلة هندية، ولدت في 24 أغسطس 1983 في الهند.

## أعمال

### أفلام
- (2012) السيدات ضد ريكي باهل
- (2015 - 2017) قدري بلا لون
- (2018 ) سرقت زوجي

## وصلات خارجية
- أديتي شارما على موقع IMDb (الإنجليزية)
- أديتي شارما على موقع قاعدة بيانات الفيلم (الإنجليزية)